# Arbúzove (Crimea)
|  | Per a altres significats, vegeu «Arbúzovo». |

Arbúzove (en (ucraïnès): Арбузовe) és un poble de la República Autònoma de Crimea a Ucraïna, que el 2014 tenia 165 habitants. Pertany al districte rural de Pervomàiske.